# Грубингер, Мартин
Мартин Грубингер (нем. Martin Grubinger; род. 29 мая 1983, Зальцбург) — австрийский академический музыкант, исполнитель на ударных инструментах.
Сын Мартина Грубингера-старшего, также музыканта-ударника и преподавателя консерватории Моцартеум. Учился в Брукнеровской консерватории в Линце, затем в Моцартеуме. В юности выступал преимущественно как исполнитель на маримбе, став финалистом международных конкурсов в Норвегии и Японии. В 2000 году представлял Австрию на международном конкурсе Евровидение для молодых музыкантов (в 2012 году при проведении в Австрии финала этого конкурса исполнял обязанности ведущего).
Гастролировал по всему миру, включая совместные с пианисткой Ван Юйцзя выступления в Пекине, Вене, Мюнхене, Цюрихе и Тель-Авиве в 2016 году. Первый исполнитель многих произведений современных композиторов, в том числе Концерта для ударных с оркестром Фридриха Церхи (2009), сочинений Авнера Дормана, Андерса Коппеля, Рольфа Валлина, Бруно Хартля.
В 2007 году был удостоен премии имени Бернстайна на Шлезвиг-Гольштейнском музыкальном фестивале, в 2010 году — премии Фонда Вюрта для молодых музыкантов.
С 2010 года ведёт вместе с виолончелисткой Соль Габетта радиожурнал KlickKlack на Баварском радио.
Женат на турецкой пианистке Ферзан Эндер из дуэта сестёр Эндер.